# Municipio de Norton (Illinois)
El municipio de Norton (en inglés: Norton Township) es un municipio ubicado en el condado de Kankakee en el estado estadounidense de Illinois. En el año 2010 tenía una población de 978 habitantes y una densidad poblacional de 7,59 personas por km².

## Geografía
El municipio de Norton se encuentra ubicado en las coordenadas 41°3′21″N 88°11′29″O / 41.05583, -88.19139. Según la Oficina del Censo de los Estados Unidos, el municipio tiene una superficie total de 128.92 km², de la cual 128,92 km² corresponden a tierra firme y (0 %) 0 km² es agua.

## Demografía
Según el censo de 2010, había 978 personas residiendo en el municipio de Norton. La densidad de población era de 7,59 hab./km². De los 978 habitantes, el municipio de Norton estaba compuesto por el 98,16 % blancos, el 0,51 % eran afroamericanos, el 0,61 % eran de otras razas y el 0,72 % eran de una mezcla de razas. Del total de la población el 2,15 % eran hispanos o latinos de cualquier raza.